# Selma Hanımsultan
Selma Hanımsultan (13. dubna 1914, Istanbul, Osmanská říše – 13. ledna 1941, Paříž, Francie) byla osmanská princezna. Byla dcerou princezny Hatice Sultan a Raufa Hayri Beye.

## Mládí
Selma Hanımsultan se narodila 13. dubna 1914 ve vile své matky v Ortaköy v Istanbulu. Jejím otcem byl Rauf Hayri Bey a její matkou princezna Hatice Sultan, dcera sultána Murada V. Po vyhnání sultánovy rodiny do exilu v roce 1924 se její rodina usadila v Bejrútu v Libanonu. V roce 1918 se její rodiče rozvedli a ona a její matka žili z alimentů, které jim posílal. Když se však zapletl do pašeráckého gangu, byl propuštěn z práce a uvězněn, a Selma s matkou zůstaly bez peněz. Navzdory omezeným možnostem rodiny se z ní stala mladá krásná žena.

## Manželství
V roce 1932 byl pro dvě princezny z Osmanské dynastie žijící ve Francii domluven sňatek; pro Dürrüşehvar Sultan a Nilüfer Hanımsultan. Nizam z Hyderabadu byl v té době považován za nejbohatšího muže a ten své dva syny zasnoubil s osmanskými princeznami. Po skromném obřadu v Paříži obě princezny odešly žít do Indie se svými muži. Hatice Sultan měla kvůli finančním problémům svou dceru Selmu problém provdat do lepších kruhů. O pět let později jí nakonec našla manžela v Indii. V roce 1937 odcestovala Selma do Indie, kde se provdala za Syeda Sajida Husaina Aliho, rádžu z Kotwary.
Selma však po dětství v Istanbulu a Bejrútu měla problém přizpůsobit se životu v zaostalejší Indii. Manželství nebylo vůbec šťastné. V létě roku 1939 otěhotněla a odjela do Paříže, aby rodině oznámila tuto šťastnou událost. Doprovázena byla pouze eunuchem Zeynelem Agou, který s ní odešel do Indie. Během druhé světové války přišla o všechny své peníze. Její dcera Kenizé se narodila 11. listopadu 1939. Selma o tom svého manžela neinformovala, což zapříčinilo, že manželova rodina si myslela, že dítě se narodilo mrtvé.

## Smrt
V roce 1941 byla válka v plném proudu. Odříznuta od všech prostředků, Selma žila ve velké chudobě. V zimě vážně onemocněla a nakonec 13. ledna 1941 zemřela na chřipku. Byla pohřbena na hřbitově Bobigny v Paříži.